# SEB
Pour les articles homonymes, voir Seb.
Ne doit pas être confondue avec la Société européenne de brasserie (S.E.B)
SEB, acronyme de « Société d’Emboutissage de Bourgogne », est une marque française à l’origine du nom du groupe SEB, le leader mondial du petit équipement domestique.

## Historique
La SEB est née en Bourgogne en 1944 et elle est devenue une marque emblématique en France, notamment grâce à la Cocotte Minute lancée en 1953 sous le nom originel de « super cocotte ». Son slogan « SEB c’est bien ! », lancé en 1986, est resté dans les mémoires. Depuis, les produits de la marque continuent d’accompagner les évolutions de la cuisine française quotidienne. Son président-directeur général est Thierry de La Tour d'Artaise depuis 2000.
La fortune professionnelle de la  famille Lescure est estimée à 3 milliards d'euros.

## Chronologie
- 1857 : Antoine Lescure crée à Selongey un atelier de ferblanterie[4].
- 1944 : La société Lescure Petit-fils devient la Société d’Emboutissage de Bourgogne : la SEB est née.
- 1953 : Lancement de la Super-Cocotte en aluminium embouti.
- 1956 : Françoise Bernard signe pour Seb le livre de recettes de la Super-Cocotte (Par ici la bonne cuisine) avec plus d'un million d'exemplaires livrés chaque année[5].
- 1959 : Lancement de la cafetière à pression Moka Seb, dérivée des appareils italiens et fabriquée sur le même principe de sécurité que la Super Cocotte[6].
- 1962 : Entrée sur le marché de l'électroménager et lancement de la première cafetière électrique.
- 1967 : Seb invente la première friteuse électrique sans odeur.
- 1970 : Lancement du  gril-viande.Collections SEB au musée des Confluences

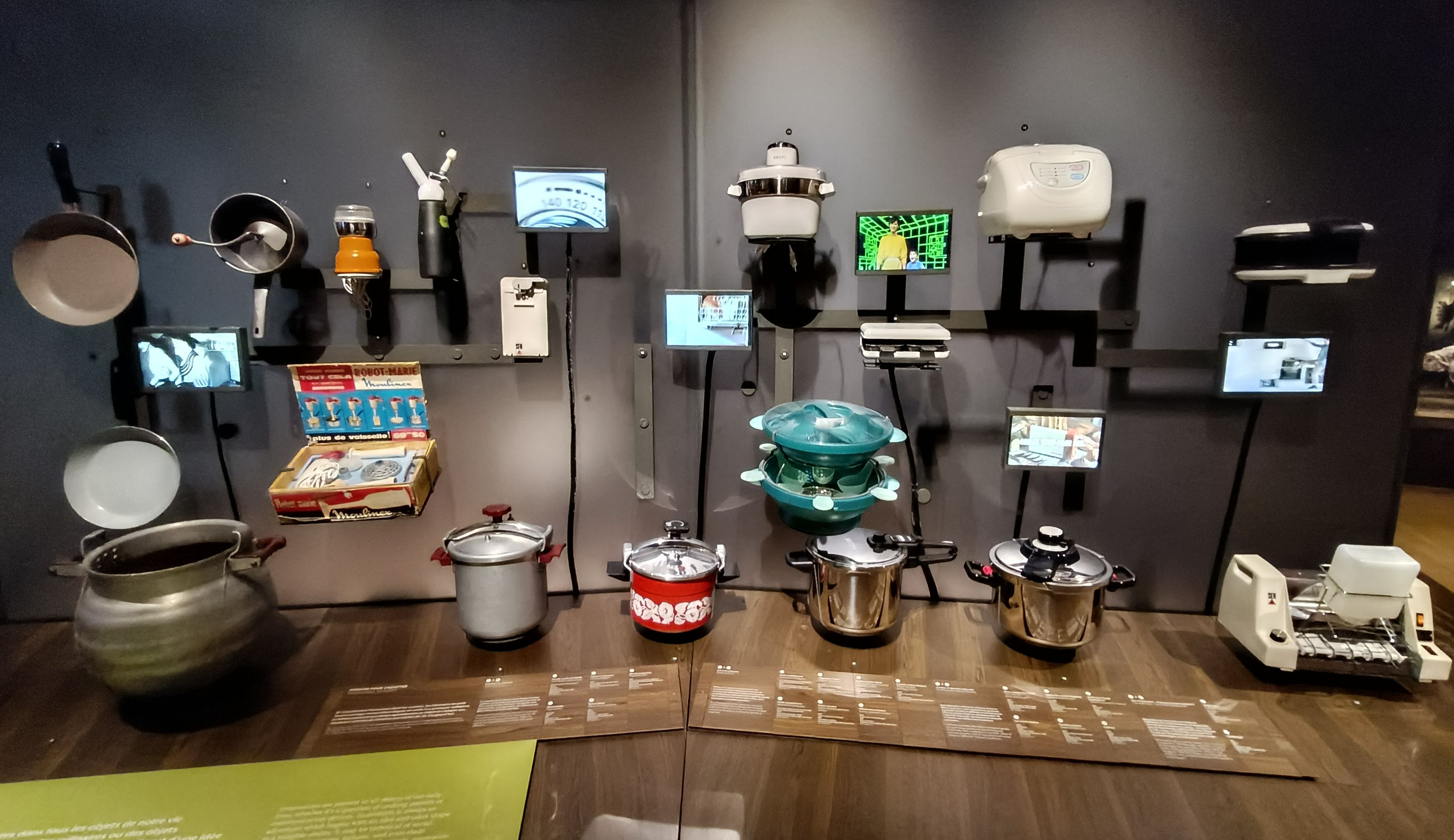
Collections SEB au musée des Confluences

- 1973 : Invention du  grille-pain tout automatique. La société holding SEB S.A est créée et le groupe est organisé, en 1975 l'action SEB est introduite à la Bourse de Paris[7].
- 1995 : Seb lance le  cuiseur-vapeur électrique.
- 1998 : Seb invente un four qui cuit et rôtit un poulet en 20 minutes.
- 2006 : Lancement de la friteuse électrique sans huile.
- 2016 : Ouverture à Faucogney-et-la-Mer d'un centre de pièces détachées nouvelle génération pour favoriser la réparation, réduire l'obsolescence programmée et les déchets.